# 尼古拉·费多罗夫

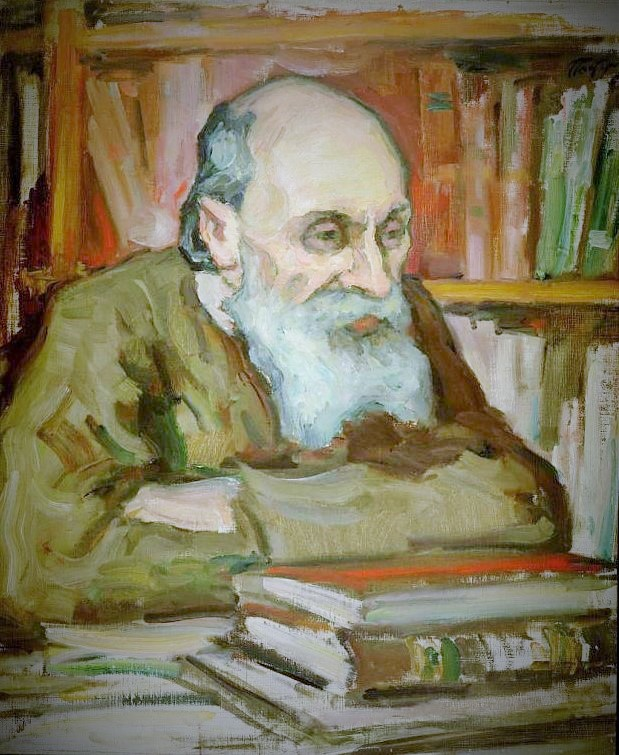
尼古拉·费多罗夫

尼古拉·费多罗夫 (1829年6月9日-1903年12月28日）  ，是一位俄罗斯東正教哲学家、宗教信仰哲學學者、未来学家、图书馆信息学學者和教育学學者。他是俄罗斯宇宙主义运动的發起人之一。尼古拉·费多罗夫提倡用科学的方法讓生命延續、实现长生不老，甚至讓死者复復活。 